# Deepika Padukone
Deepika Padukone (kannada:ದೀಪಿಕಾ ಪಡುಕೋಣೆ; udtales [d̪iːpɪkaː pəɖʊkoːɳ]; født 5. januar 1986 i København) er en indisk topmodel og filmstjerne.
Deepika Padukone er datter af Prakash Padukone, som er en internationalt kendt badmintonspiller, mens hendes mor, Ujjala, arbejder for et rejsebureau og hendes lillesøster, Anisha, er golfspiller.
Deepika Padukone flyttede sammen med sine forældre til Bangalore i Indien, da hun kun var 11 måneder gammel, og gik i skole på Bangalores Sophia High School og fik sin højere uddannelse (pre-university education) på Mount Carmel College. Hun blev optaget på Indira Gandhi National Open University, men opgav senere universitetet, da dette kom i vejen for hendes model-karriere. Hun blev fuldtids model fra 2004 hos modemodelbureauet Prasad Bidapa. 